# Box-office Italie 1965-1966
Cet article traite du box-office de la saison cinématographique 1965-1966 en Italie.

## Les 25 premiers
Les films sont classés selon les recettes réelles de la Société italienne des auteurs et éditeurs (SIAE, Società Italiana degli Autori ed Editori), fournies par les volumes Platea in piedi exprimées en lires italiennes,,. Lorsque les données SIAE pour le nombre d'entrées ne sont pas disponibles, les recettes réelles ont été divisées par le prix moyen du billet à l'époque, estimé à 240 lires en 1965-66.
Pour certains titres étrangers, les données SIAE ne sont pas disponibles, la position dans le classement est obtenue sur la base des données disponibles auprès du Giornale dello spettacolo,.
| Rang | Titre                            | Pays                                                                        | Réalisateur                                      | Recettes Italie (lires) | Entrées Italie |
| ---- | -------------------------------- | --------------------------------------------------------------------------- | ------------------------------------------------ | ----------------------- | -------------- |
| 1    | Et pour quelques dollars de plus | Drapeau de l'Italie · Drapeau de l'Espagne · Drapeau : Allemagne de l'Ouest | Sergio Leone                                     | 3 492 268 000           | 14 543 161     |
| 2    | Opération Tonnerre               | Drapeau du Royaume-Uni                                                      | Terence Young                                    | 3 400 000 000           | 14 100 000     |
| 3    | L'Armée Brancaleone              | Drapeau de l'Italie                                                         | Mario Monicelli                                  | 1 878 628 000           | 7 170 000      |
| 4    | My Fair Lady                     | Drapeau des États-Unis                                                      | George Cukor                                     |                         |                |
| 5    | Le Dollar troué                  | Drapeau de l'Italie                                                         | Giorgio Ferroni                                  | 1 590 886 000           | 6 628 000      |
| 6    | Adiós gringo                     | Drapeau de l'Italie · Drapeau de la France · Drapeau de l'Espagne           | Giorgio Stegani                                  | 1 577 007 000           | 6 570 000      |
| 7    | La Grande Course autour du monde | Drapeau des États-Unis                                                      | Blake Edwards                                    |                         |                |
| 8    | Mary Poppins                     | Drapeau des États-Unis                                                      | Robert Stevenson                                 |                         |                |
| 9    | Adieu Afrique                    | Drapeau de l'Italie                                                         | Gualtiero Jacopetti et Franco Prosperi           | 1 335 070 000           | 5 096 000      |
| 10   | Le Retour de Ringo               | Drapeau de l'Italie · Drapeau de l'Espagne                                  | Duccio Tessari                                   | 1 317 664 000           | 5 490 000      |
| 11   | Ces messieurs dames              | Drapeau de l'Italie                                                         | Pietro Germi                                     | 1 313 276 000           | 5 012 000      |
| 12   | Sept Hommes en or                | Drapeau de l'Italie · Drapeau de la France                                  | Marco Vicario                                    | 1 236 538 000           | 5 152 000      |
| 13   | Cent Mille Dollars pour Ringo    | Drapeau de l'Italie                                                         | Alberto De Martino                               | 1 236 276 000           | 5 151 000      |
| 14   | Les Quatre Fils de Katie Elder   | Drapeau des États-Unis                                                      | Henry Hathaway                                   |                         |                |
| 15   | Les Complexés                    | Drapeau de l'Italie                                                         | Dino Risi, Franco Rossi et Luigi Filippo D'Amico | 1 051 017 000           | 4 379 000      |
| 16   | Adulterio all'italiana           | Drapeau de l'Italie                                                         | Pasquale Festa Campanile                         | 1 050 599 000           | 4 377 000      |
| 17   | Django                           | Drapeau de l'Italie · Drapeau de l'Espagne                                  | Sergio Corbucci                                  | 1 026 084 000           | 4 275 000      |
| 18   | Question d'honneur               | Drapeau de l'Italie · Drapeau de la France                                  | Luigi Zampa                                      | 1 017 463 000           | 4 239 000      |
| 19   | Deux Mafiosi contre Goldginger   | Drapeau de l'Italie · Drapeau de l'Espagne                                  | Giorgio Simonelli                                | 1 005 828 000           | 4 190 000      |
| 20   | Lord Jim                         | Drapeau des États-Unis · Drapeau du Royaume-Uni                             | Richard Brooks                                   |                         |                |
| 21   | L'Express du colonel Von Ryan    | Drapeau des États-Unis                                                      | Mark Robson                                      |                         |                |
| 22   | Casanova 70                      | Drapeau de l'Italie · Drapeau de la France                                  | Mario Monicelli                                  | 989 858 000             | 4 124 000      |
| 23   | Les Héros de Télémark            | Drapeau du Royaume-Uni                                                      | Anthony Mann                                     |                         |                |
| 24   | Sept Écossais du Texas           | Drapeau de l'Italie · Drapeau de l'Espagne                                  | Franco Giraldi                                   |                         |                |
| 25   | Se non avessi più te             | Drapeau de l'Italie                                                         | Ettore Maria Fizzarotti                          | 975 733 000             | 4 066 000      |